# Плита моря Банда

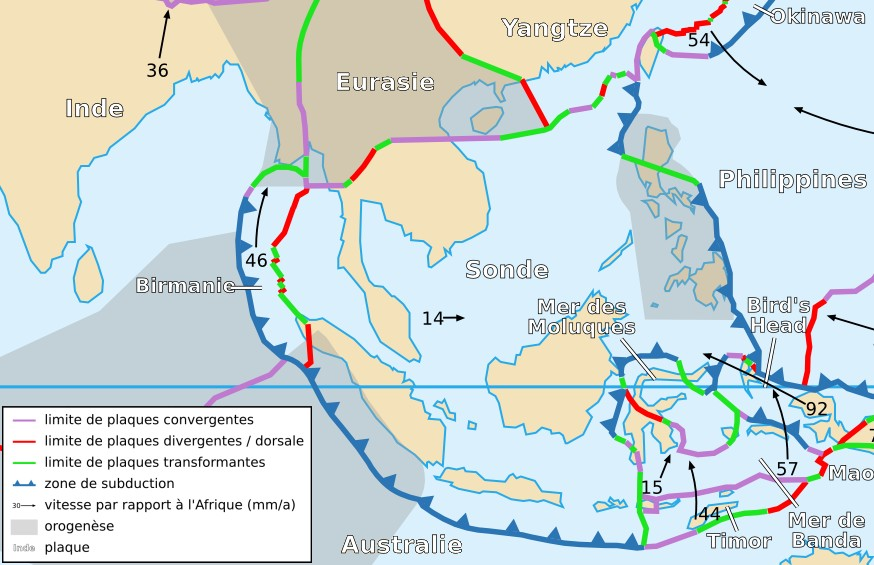
Плита моря Банда среди соседних литосферных плит на карте-схеме

Плита моря Банда (англ. mer de Banda) — небольшая тектоническая плита, которая является фундаментом моря Банда в Юго-Восточной Азии. Площадь составляет 0,01715 стерадиан.
Эта плита несёт на себе часть острова Сулавеси, весь остров Серам и острова  Банда. По часовой стрелке с востока она граничит с плитой Птичья голова, Индо-Австралийской плитой, Тиморской плитой, Сундской плитой и плитой Молуккского моря. На западной границе есть конвергентная граница, которая в основном соответствует горам на западе Сулавеси, зоны субдукции существуют на восточной границе вблизи Серам и на южной границе с Тиморской плитой.
Посередине Сулавеси расположен небольшой рифт. Этот район характеризуется высокой сейсмической активностью. В нём расположено много вулканов, и он является эпицентром многих землетрясений, крупнейшее из которых — около 8,5 баллов по шкале Рихтера — произошло в 1938 году.